# Суворов, Степан Васильевич
Степан Васильевич Суворов (1920 — 25 октября 1942) — ездовой 4-й батареи 966-го артиллерийского полка 383-я стрелковой дивизии 18-й армии Закавказского фронта, красноармеец. Герой Советского Союза.

## Биография
Родился в 1920 году в деревне Лисенки ныне Лухского района Ивановской области в семье крестьянина. Русский. Окончил 7 классов. Работал штукатуром на текстильной фабрике имени Ногина в городе Вичуге той же области.
Призван в Красную Армию в 1941 году, с октября участвовал в боевых действиях. В составе 966-го артиллерийского полка красноармеец Суворов сдерживал натиск фашистов на дальних подступах к Сталинграду. В июле 1942 года под Батайском расчёт орудия был выведен из строя. Отважный солдат не растерялся: оставшись один, он действовал за весь расчёт, прямой наводкой рассеял вражеских автоматчиков.
Осенью 1942 году участвовал в оборонительных боях на Кавказе. Рядовой Суворов был зачислен пулеметчиком в состав истребительного отряда, действовавшего в тылу врага. В период с 15 по 25 октября 1942 года в составе отряда он четыре раза ходил в глубокий тыл врага в районе сёл Кубано-Армянское, Червяково, Белая Глина, Маратуки. Отряд нанёс противнику значительный урон в живой силе. 19 октября 1942 года группа смельчаков разгромила немецкий батальон.
25 октября 1942 года в районе Армяно-Кубанского хутора отряд вступил в неравный бой с гитлеровским подразделением, готовившимся атаковать село Маратуки. Враг вынужден был отказаться от первоначального замысла и бросил на уничтожение истребительного отряда до батальона пехоты. Четыре раза огнём пулемёта Суворов останавливал наступающих гитлеровцев, затем остался прикрывать отход боевых товарищей. Был тяжело ранен в грудь, истекая кровью, продолжал вести огонь из пулемёта. Когда кончились патроны, расстреливал наседавших фашистов из пистолета, последнюю пулю оставил для себя.
Указом Президиума Верховного Совета СССР «О присвоении звания Героя Советского Союза начальствующему и рядовому составу Красной Армии» от 31 марта 1943 года за  «образцовое выполнение боевых заданий командования на фронте борьбы с немецкими захватчиками и проявленные при этом отвагу и геройство» удостоен посмертно звания Героя Советского Союза.
Награждён орденом Ленина.
Похоронен в селе Белая Глина.

## Память

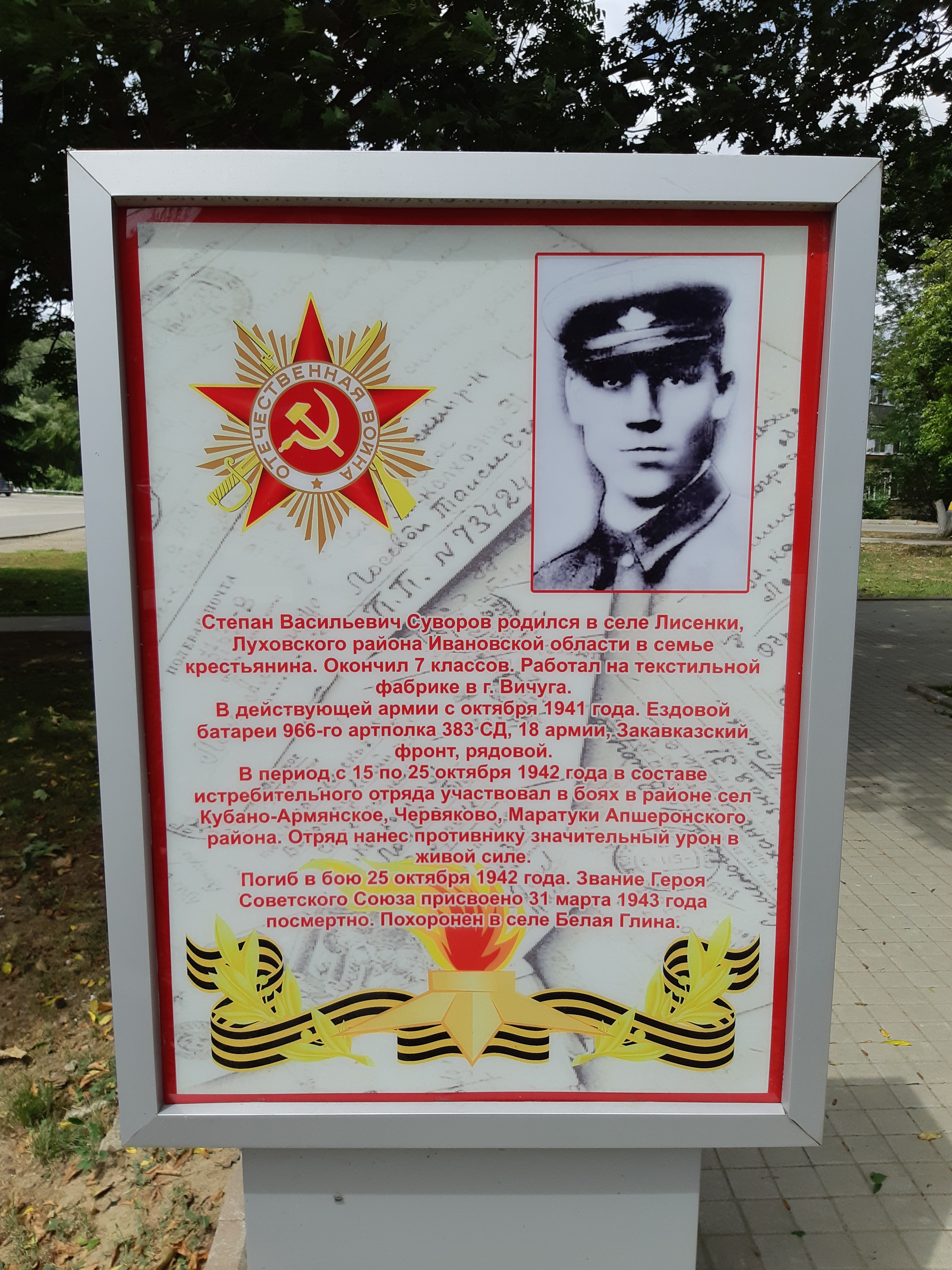
Суворов Степан Васильевич

- Имя Героя высечено золотыми буквами в зале Славы Центрального музея Великой Отечественной войны в Парке Победы города Москвы.
- В Апшеронске на Аллее Славы установлен памятный знак
- В районе села Кубано-Армянское, на месте гибели Героя, установлен обелиск,
- Мемориальная доска установлена в посёлке Лух Ивановской области
- В пос. Нефтегорск Апшеронского района Краснодарского края установлена мемориальная доска.